# Phytoecia haroldii
Phytoecia haroldii là một loài bọ cánh cứng trong họ Cerambycidae.